# Steffanolampus
Steffanolampus is een geslacht van vliesvleugeligen uit de familie Perilampidae. De wetenschappelijke naam van dit geslacht is voor het eerst geldig gepubliceerd in 1974 door Peck.

## Soorten
Het geslacht Steffanolampus is monotypisch en omvat slechts de volgende soort:
- Steffanolampus salicetum (Steffan, 1952)